# Carso (vino)
Il Carso è un vino DOC la cui produzione è consentita nelle province di Gorizia e Trieste.
È composto per almeno il 70% da uve di vitigno terrano (dall'85% può essere definito Carso Terrano); la parte rimanente sono, in proporzione variabile, uve da vitigni a bacca rossa purché idonei alla coltivazione nelle provincie di Gorizia e Trieste.

## Caratteristiche organolettiche
- colore: rosso rubino intenso.
- odore: vinoso, caratteristico.
- sapore: asciutto, di corpo, armonico.

## Produzione
Provincia, stagione, volume in ettolitri
- Gorizia  (1990/91)  50,05
- Gorizia  (1991/92)  116,2
- Gorizia  (1992/93)  100,1
- Gorizia  (1993/94)  315,0
- Gorizia  (1994/95)  315,0
- Gorizia  (1995/96)  150,5
- Gorizia  (1996/97)   199,5
- Trieste  (1990/91)  84,63
- Trieste  (1991/92)  89,42
- Trieste  (1992/93)  131,15
- Trieste  (1993/94)  116,14
- Trieste  (1994/95)  113,29
- Trieste  (1995/96)  96,73
- Trieste  (1996/97)  111,05